# Waikiki
Pour les articles homonymes, voir Waikiki (homonymie).
Waikiki ou Waikīkī est un quartier de la ville d'Honolulu, capitale de l'État d'Hawaï, sur la côte sud de l'île d'Oahu, aux États-Unis.

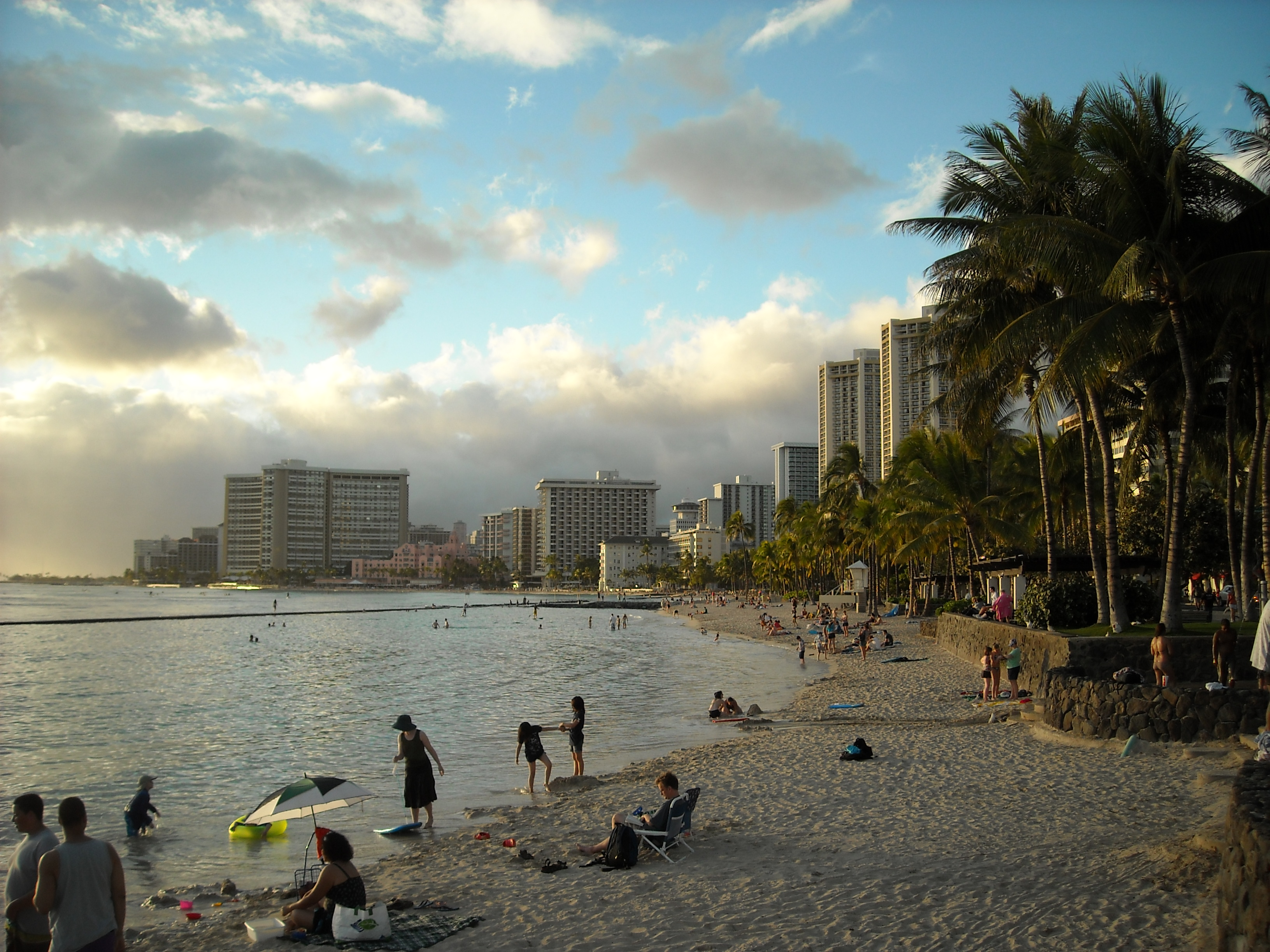
Waikiki Beach.

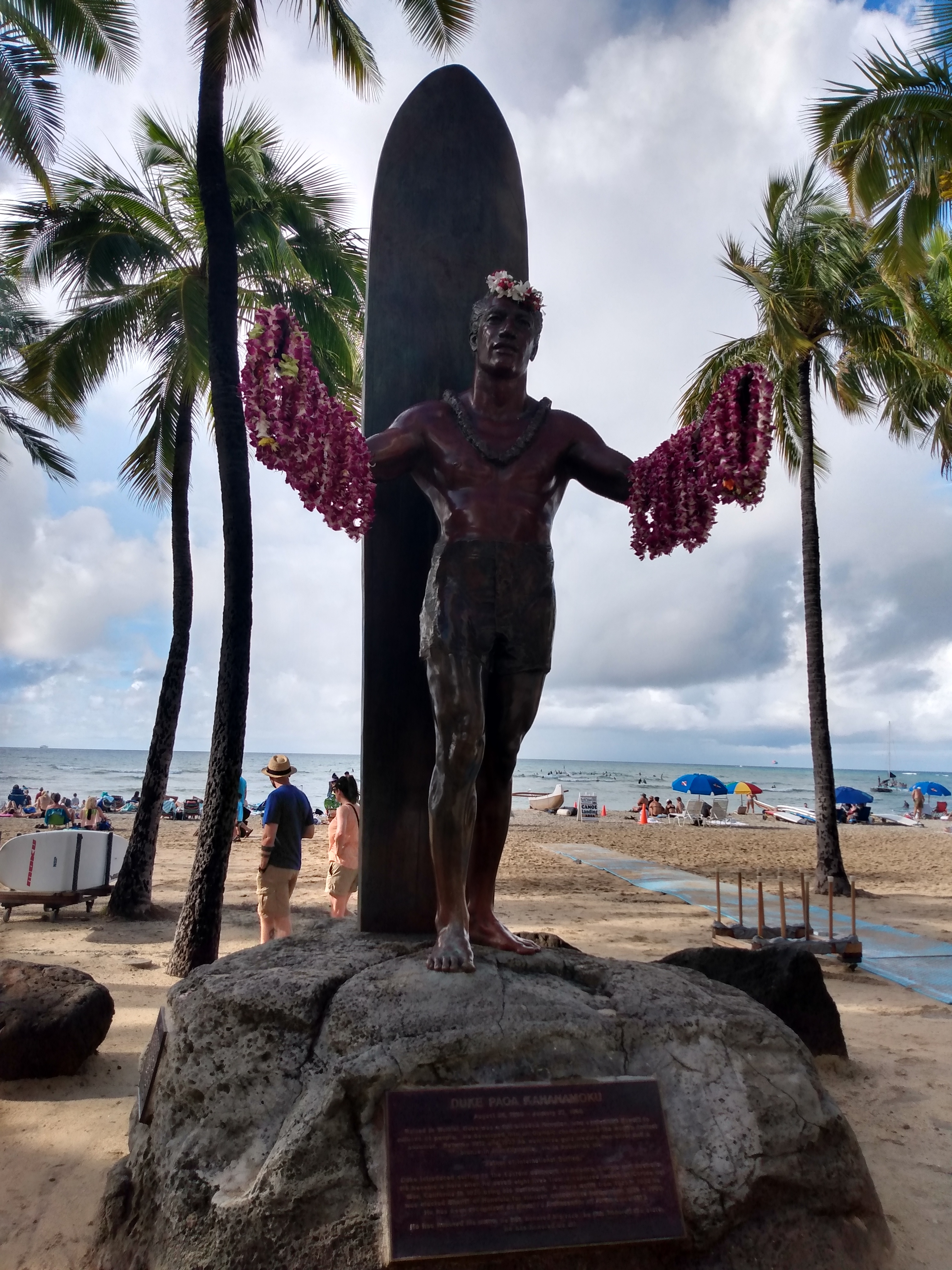
Statue de Duke Kahanamoku sur la plage

Son nom signifie en hawaïen : « eau douce jaillissante ».
Le quartier est séparé du reste de la ville par le Canal Ala Wai (en) qui rejoint l'océan Pacifique par l'intermédiaire du Ala Wai Harbor (en), un havre naturel qui abrite un port de plaisance.
Waikiki Beach est l'une des plus célèbres plages du monde grâce à ses vagues de faible hauteur mais propices au surf. Le pionnier du surf et double champion olympique (1912 et 1920) du 100 m nage libre Duke Kahanamoku y a par exemple développé ses qualités. Sa statue en bronze, toujours couverte de fleurs, trône au milieu de la plage.
Le quartier comporte de nombreux magasins restant ouverts toute la nuit.

## Histoire
Après la fondation du Royaume d'Hawaï, Waikiki en fut la première capitale, de 1795 à 1796.
Dans les années 1800, la région était un lieu de retraite pour la royauté hawaïenne, qui aimait y surfer sur les premières formes de longboards.
Quelques petits hôtels ont ouvert dans les années 1880. En 1893, l'Américain d'origine grecque George Lycurgus (en) loua la maison d'hôtes d'Allen Herbert et la rebaptisa le Sans Souci créant l'une des premières stations balnéaires. Plus tard cette année-là, Robert Louis Stevenson séjourna dans le complexe ; par la suite, il devint une destination populaire pour les touristes du continent,.
Au début des années 1900, Waikīkī abritait de nombreuses zones humides, qui étaient censées abriter des moustiques porteurs de maladies. Pour se débarrasser des moustiques, les promoteurs ont créé le Ala Wai Canal (en). Le canal, connu à l'origine sous le nom de canal de drainage de Waikīkī, a été créé par une société de dragage hawaïenne dirigée par Walter F. Dillingham (en). Le projet a duré environ sept ans, de 1921 à 1928.